# 국지성
국지성(麴智盛)은 국씨고창의 왕(640)이다. 국문태의 아들이다.

## 생애
640년, 당나라가 후군집을 보내 고창을 공격하게 하였고, 군사가 적구(磧口)에 이르자 국문태는 놀라고 두려워 그만 병사하였고, 국지성이 뒤를 이었다.
얼마 되지 않아 후군집이 성을 포위하였고, 국지성은 항복하였다. 고창국의 3개의 주, 5개의 현, 22개의 성, 8천 호, 3만 명이 당나라에 귀속되었고, 이로써 고창이 망하였다. 고창의 국지성과 대신들, 호족들은 모두 중원으로 옮겨져 살았다. 국지성은 좌무위장군(左武衛將軍)에 임명되었고, 금성군공(金城郡公)에 봉해졌다. 649년 이전에 사망하였다.
당 태종이 죽은 뒤 국지성의 석상이 조각되어 소릉(昭陵) 현궐(玄闕)에 있는 외번군장상(外藩君长像)들의 대열에 놓여졌다.